# Hydrogenophilaceae
Hydrogenophilaceae — невелика родина бета-протеобактерій, що містить три відомих роди. Представники роду Hydrogenophilus є термофілами, що ростуть за температурами близько 50 °C та отримують енергію за допомогою окиснення водню. До родини також належать роди Tepidiphilus і Thiobacillus. Інші бактерії, що раніше класифікувалися до цієї родини, зараз належать до родів Acidithiobacillus, Halothiobacillus і Thermithiobacillus, що знаходяться в інших родинах.
Thiobacillus також використовується для контролю кількості шкідників, таких картопляна парша. Якщо вражену ділянку обробити сіркою і бактеріями цього роду, бактерії окиснюють сірку до сірчаної кислоти, яка вбиває паразита, тому що картопляна парша незадатна витримувати кислі середовища. Одна бактерія родини, thiobacillus thioparus, також додає свій внесок в формування кислотних дощів, окиснюючи діоксид сірки до сірчаної кислоти.